# Équipe d'Angola masculine de volley-ball
L'équipe d'Angola de volley-ball  est l'équipe nationale qui représente l'Angola dans les compétitions internationales de volley-ball.
La sélection est sixième du Championnat d'Afrique masculin de volley-ball 1983 et dixième du Championnat d'Afrique masculin de volley-ball 1991. Elle participe également aux Jeux africains de 1991.